# AeroGauge
AeroGauge é um jogo de corrida futurístico lançado para Nintendo 64 em 1998 (1997 no Japão).
AeroGauge funciona basicamente nas mesmas linhas conceituais do jogo como Wipeout XL ou Extreme-G. A diferença principal é que os veículos no jogo voam ao invés de estarem alguns metros sobre a pista, então é possível manobrá-los no ar (diferentemente dos jogos mencionados anteriormente).

## Visão Global
AeroGauge ocorre na Ásia durante o ano de 2065. O jogo tem quatro faixas e cinco veículos desde o início com faixas e veículos mais adicionais que podem ser desbloqueados através do Grandprix ou modos Time Attack. O jogo inclui danos em veículo que é mostrado através de um medidor no fundo de um HUD do jogador. Quanto o dano do jogador ganha seu veículo começará a acender e fumaçar. Se um jogador adquire muito dano ao seu veículo ele vai parar, lentamente pousar no chão e a tela irá desaparecer ficando preta e será retirado. Isto pode ser evitado, porém, como todas as faixas no jogo têm áreas em regeneração de escudo, que se o jogador voa sobre com uma baixa altitude irá corrigir os danos.

## Modos do Jogo
O jogo tem quatro tipos modos diferentes para escolher no menu.
Grandprix:
Este é o modo singleplayer. É um campeonato de base, tendo a corrida contra o jogador veículos de controlados por computador em cada mapa do jogo. Antes de cada corrida o jogador é obrigado a tomar duas voltas de qualificação, que, dependendo do melhor tempo do jogador e como ele se compara ao computador , irá determinar qual a sua posição de partida será para a corrida real. A corrida real é de três voltas ao redor do curso, contra sete adversários os quais sopram fora da linha de partida rapidamente, geralmente deixando o jogador para trás para apanhar. Depois de uma corrida, o jogador será recompensado pontos em função da sua posição final na última corrida. Quanto mais o jogador vencer , mais pontos ele recebe. Estes pontos se somam ao longo de todo o Grandprix e vai determinar o vencedor do tal evento.
Singlematch:
Este modo é apenas para um único jogador. É uma única corrida contra o computador A.I. em uma pista escolhida pelo jogador. Como o Grandprix, também exige duas voltas de qualificação para determinar a posição de partida do jogador.
VS:
Este modo é uma corrida em uma pista de dados contra um outro jogador humano. Não há voltas de qualificação e não há adversários controlados pelo computador.
Time Attack:
Este é modo singleplayer único. É um timetrial, numa pista escolhida pelo jogador. O jogador pode escolher em fazer três ou um número infinito de voltas. Se o jogador escolhe a fazer pode ser usado de três voltas "fantasmas" que são salvos em um cartão de memória.